# Liste des procureurs généraux près la cour d'appel de Paris
Ne doit pas être confondu avec Procureur de la République de Paris.
La liste des procureurs généraux de Paris recense, par ordre chronologique, les magistrats français ayant exercé la fonction de procureur général près la cour d'appel de Paris.
Le procureur général de Paris est le supérieur hiérarchique des procureurs de la République de Paris, de Fontainebleau, de Meaux, de Melun, d'Auxerre, de Sens, d'Évry, de Bobigny, de Créteil et du procureur de la République financier.
La première femme nommée à ce poste est Catherine Melet-Champrenault en 2015,.

## Liste des procureurs généraux de Paris
| Nom                                       | Date et décret de nomination | Date et décret de nomination |
| ----------------------------------------- | ---------------------------- | ---------------------------- |
| Grégoire Mourre                           | 1800                         |                              |
| Bernard Legoux                            | 1811                         |                              |
| Nicolas François Bellart                  | 14 août 1815                 |                              |
| Jacquinot de Pampelune                    | 12 juillet 1826              |                              |
| Louis Bernard de Rennes                   | 2 août 1830                  | [ Bull 1 ]                   |
| Jean-Charles Persil                       | 29 septembre 1830            | [ Bull 2 ]                   |
| Nicolas Martin du Nord                    | 1er avril 1834               |                              |
| Franck-Carré                              | 19 septembre 1836            |                              |
| Michel Hébert                             | 12 octobre 1841              |                              |
| Claude Alphonse Delangle                  | 22 mars 1847                 |                              |
| Auguste Portalis                          | 25 février 1848              |                              |
| Hyacinthe Corne                           | 17 juin 1848                 |                              |
| Pierre Jules Baroche                      | 20 décembre 1848             |                              |
| Ernest de Royer                           | 17 avril 1850                |                              |
| Gustave Rouland                           | 10 février 1853              |                              |
| Marc-Antoine-Henri-Marius Vaïsse          | 16 août 1856                 |                              |
| Gustave Louis Chaix d'Est-Ange            | 23 novembre 1857             |                              |
| Félix Cordoën                             | 13 août 1862                 |                              |
| Louis François Chabanacy de Marnas        | 14 mars 1864                 |                              |
| Théodore Grandperret                      | 17 novembre 1867             |                              |
| Charles Auguste Prosper Charrins          | 15 août 1870                 | [ JO 1 ]                     |
| Désiré Médéric Le Blond                   | 5 septembre 1870             | [ JO 2 ]                     |
| Gaspard Camille Imgarde de Leffemberg (d) | 22 septembre 1871            | [ JO 3 ]                     |
| Albert Dauphin                            | 11 février 1879              | [ JO 4 ]                     |
| Samuel Périvier                           | 8 octobre 1882               | [ JO 5 ]                     |
| Louis Loew                                | 12 avril 1883                | [ JO 6 ]                     |
| Camille Bouchez (d)                       | 11 mai 1886                  | [ JO 7 ]                     |
| Jules Quesnay de Beaurepaire              | 1er avril 1889               | [ JO 8 ]                     |
| Célestin Louis Tanon                      | 12 décembre 1892             | [ JO 9 ]                     |
| Edmond Bertrand (d)                       | 18 avril 1893                | [ JO 10 ]                    |
| Octave Bernard                            | 30 juin 1899                 | [ JO 11 ]                    |
| Léon Bulot (d)                            | 3 octobre 1900               | [ JO 12 ]                    |
| Victor Fabre (d)                          | 13 novembre 1906             | [ JO 13 ]                    |
| Jules-Émile Herbaux                       | 11 avril 1914                | [ JO 14 ]                    |
| Théodore Lescouvé                         | 12 décembre 1917             | [ JO 15 ]                    |
| Edmond Scherdlin                          | 18 octobre 1923              | [ JO 16 ]                    |
| Charles Donat-Guigue (d)                  | 4 février 1928               | [ JO 17 ]                    |
| Fernand Roux (d)                          | 31 août 1934                 | [ JO 18 ]                    |
| Louis Gaudel                              | 14 octobre 1936              | [ JO 19 ]                    |
| Raoul Cavarroc                            | 2 mars 1937                  | [ JO 20 ]                    |
| Charles Fontanges                         | 13 novembre 1943             | [ JO 21 ]                    |
| André Boissarie                           | 30 septembre 1944            | [ JO 22 ]                    |
| Antonin Besson                            | 18 juin 1949                 | [ JO 23 ]                    |
| Pierre Béteille                           | 5 décembre 1951              | [ JO 24 ]                    |
| Maurice Aydalot                           | 22 janvier 1957              | [ JO 25 ]                    |
| Jean-Marie Robert                         | 13 septembre 1962            | [ JO 26 ]                    |
| Guy Chavanon (d)                          | 17 novembre 1967             | [ JO 27 ]                    |
| Paul-André Sadon                          | 19 octobre 1976              | [ JO 28 ]                    |
| Pierre Arpaillange                        | 3 juillet 1981               | [ JO 29 ]                    |
| Robert Bouchery                           | 22 février 1984              | [ JO 30 ]                    |
| Yves Monnet                               | 19 décembre 1986             | [ JO 31 ]                    |
| Pierre Truche                             | 13 juillet 1988              | [ JO 32 ]                    |
| Claude Jorda                              | 31 décembre 1992             | [ JO 33 ]                    |
| Jean-François Burgelin                    | 10 février 1994              | [ JO 34 ]                    |
| Alexandre Benmakhlouf                     | 24 juillet 1996              | [ JO 35 ]                    |
| Jean-Louis Nadal                          | 8 mars 2001                  | [ JO 36 ]                    |
| Yves Bot                                  | 21 octobre 2004              | [ JO 37 ]                    |
| Laurent Le Mesle                          | 14 septembre 2006            | [ JO 38 ]                    |
| François Falletti                         | 21 janvier 2010              | [ JO 39 ]                    |
| Catherine Melet-Champrenault              | 9 juillet 2015               | [ JO 40 ]                    |
| Rémy Heitz                                | 6 septembre 2021             | [ JO 41 ]                    |
| Marie-Suzanne Le Quéau                    | 31 juillet 2023              | [ JO 42 ]                    |